# Nicéforo Tarcaniota
Nicéforo Tarcaniota (em grego: Νικηφόρος Ταρχανειώτης; romaniz.: Nikephoros Tarchaneiotes) foi um aristocrata e general bizantino do século XIII.

## História
Nicéforo Tarcaniota foi filho de Miguel Tarcaniota, sendo um descendente da família Tarcaniota, da qual muitos de seus membros pertenciam a aristocracia militar bizantina desde o final do século X, e uma membro da família Filantropeno. Nicéforo apareceu pela primeira vez durante o reinado de João III Ducas Vatatzes (r. 1221–1254), que o nomeou mestre da mesa (epi tes trapezes) e em 1237 deu a ele o comando da estratégica fortaleza recentemente adquirida de Tzúrulo (atual Çorlu) na Trácia. A partir deste ponto, Nicéforo defendeu com sucesso a fortaleza contra um ataque conjunto latino-búlgaro no mesmo ano. Nicéforo depois acompanhou o imperador bizantino em sua campanha (em 1241) que tomou a cidade de Tessalônica. Considerado, de acordo com Acropolita, um general hábil, por 1252 ele foi colocado como grande doméstico do exército bizantino, sucedendo seu sogro doente Andrônico Paleólogo. Nesta capacidade, ele tomou parte da última campanha de Vatatzes, em 1252-1253 contra o despotado do Epiro.
Nicéforo permaneceu atuando como grande doméstico até a primeira parte do reinado de Teodoro II Láscaris (r. 1254–1258), quando o posto foi conferido em favor dos novos favoritos do imperador, os irmãos Andrônico Muzalon e Jorge Muzalon. Sendo relacionado com os paleólogos por casamento, ele apoiou a ascensão de seu cunhado Miguel VIII Paleólogo (r. 1259–1282) ao trono. Ele foi recompensado com a restauração de seu ofício de mega-duque (c. 1260), enquanto seus filhos também receberam altos ofícios estatais. Tendo em conta que sua segunda mulher tornou-se freira em 1266, ele pode ter morrido antes desta data.

## Família
Casou-se duas vezes, primeiro com a filha do protoestrator Andrônico Ducas Apreno, e depois com Maria-Marta Paleóloga, a irmã mais velha de Miguel VIII Paleólogo. De seu primeiro casamente teve uma filha, conhecida apenas como "Nestongonissa", a partir do sobrenome de seu marido (Nestongo) de nome também desconhecido. De seu segundo casamento ele teve quatro filhos:
- Teodora Tarcaniotissa, que casou-se com Basílio Cabalário e depois com o grande estratopedarca Baladionita. Posteriormente tornou-se freira com o nome de Teodósia.[1]
- Miguel Tarcaniota, protovestiário e notável general. Ele conseguiu uma vitória decisiva contra os angevinos no cerco de Berati (1280-1281) e morreu em 1283/1284 por doença enquanto estava em campanha.[1][10]
- Andrônico Tarcaniota, grande conostaulo e governador de Adrianópolis. Ele derrotou seu sogro João I Ducas.[1][11]
- João Tarcaniota, general na Ásia Menor contra os turcos.[1][12]